# Joan Marsh
Joan Marsh, nata Nancy Ann Rosher, (Porterville, 10 luglio 1913 – Ojai, 10 agosto 2000), è stata un'attrice statunitense. Iniziò a lavorare come attrice bambina nel cinema muto dal 1915 al 1921 (tra i 2 e gli 8 anni d'età), per proseguire quindi la sua carriera di giovane attrice nel cinema sonoro dal 1930 al 1944.

## Biografia
Nata Nancy Ann Rosher, era figlia di Charles Rosher, noto direttore della fotografia molto amato da Mary Pickford. La piccola Rosher iniziò ad apparire sullo schermo già a due anni in un film dell'Universal con il nome di Dorothy Rosher. Lavorò spesso come attrice bambina nei film interpretati da Mary Pickford e con suo padre alla fotografia.
Dopo una quindicina di film muti, girati dai due agli otto anni, si ritirò per qualche anno dallo schermo. Ritornò al cinema nel 1930 ormai giovane attrice, prendendo parte, nei seguenti quattordici anni, a oltre cinquanta pellicole.
Joan Marsh è morta nel 2000 a Ojai, in California, nella contea di Ventura, all'età di ottantasette anni.

## Riconoscimenti
- WAMPAS Baby Stars (1931)
- Young Hollywood Hall of Fame (1930's)

## Filmografia
La filmografia è completa.
- Hearts Aflame, regia di Herman Wolkof (1915)
- The Mad Maid of the Forest, regia di Jack J. Clark (1915)
- The Little Princess, regia di Marshall Neilan (1917)
- How Could You, Jean?, regia di William Desmond Taylor (1918)
- Johanna Enlists, regia di William Desmond Taylor (1918)
- The Bond, regia di Charles Chaplin (1918)
- One Hundred Percent American, regia di Arthur Rosson (1918)
- Women's Weapons, regia di Robert G. Vignola (1918)
- Captain Kidd, Jr., regia di William Desmond Taylor (1919)
- Papà Gambalunga (Daddy-Long-Legs), regia di Marshall Neilan (1919)
- Il segreto della felicità (Pollyanna), regia di Paul Powell (1920)
- Sogno e realtà (Suds), regia di John Francis Dillon (1920)
- Young Mrs. Winthrop, regia di Walter Edwards (1920)
- Thou Art the Man, regia di Thomas N. Heffron (1920)
- Little Lord Fauntleroy, regia di Alfred E. Green e Jack Pickford (1921)
- Il re del jazz (The King of Jazz), regia di John Murray Anderson e (non accreditato) Pál Fejös (1930)
- All'ovest niente di nuovo (All Quiet on the Western Front), regia di Lewis Milestone (1930)
- Little Accident
- Kid Roberts
- Hammer and Tongs
- The Knockout, regia di Albert H. Kelley (1930)
- The Mardi Gras
- Framed!
- The Lady Killer
- La modella (Inspiration), regia di Clarence Brown (1931)
- La via del male (Dance, Fools, Dance)
- A Tailor Made Man
- Meet the Wife, regia di Leslie Pearce (1931)
- Three Girls Lost, regia di Sidney Lanfield (1931)
- Fiamme sul mare (Shipmates), regia di Harry A. Pollard (1931)
- Lo sciopero delle mogli (Politics), regia di Charles Reisner (1931)
- Maker of Men, regia di Edward Sedgwick (1931)
- The Wet Parade
- Are You Listening?
- Bachelor's Affairs
- That's My Boy, regia di Roy William Neill (1932)
- They Call It Sin
- Speed Demon
- High Gear
- Daring Daughters
- Uncle Jake
- The Man Who Dared, regia di Hamilton MacFadden (1933)
- L'ultimo Adami (It's Great to Be Alive)
- Three-Cornered Moon
- Rainbow Over Broadway
- You're Telling Me!
- Many Happy Returns
- We're Rich Again, regia di William A. Seiter (1934)
- Champagne for Breakfast
- Anna Karenina
- Frenesia di danze (Dancing Feet)
- Brilliant Marriage
- What Becomes of the Children?
- Mezzanotte a Broadway (Charlie Chan on Broadway)
- Acqua calda (Hot Water)
- Life Begins in College
- The Lady Objects
- Spregiudicati (Idiot's Delight)
- Il manoscritto scomparso (Fast and Loose)
- Blame It on Love
- Avventura a Zanzibar (Road to Zanzibar), regia di Victor Schertzinger (1941)
- The Man in the Trunk, regia di Malcolm St. Clair (1942)
- Police Bullets
- Keep 'Em Slugging
- Secret Service in Darkest Africa
- Mr. Muggs Steps Out
- Follow the Leader, regia di William Beaudine (1944)